# Оскар Ганс
Оскар Б. Ганс Лопес Мартинес (на испански: Óscar B. Gans y López Martínez) е кубински политик. Той е бивш министър-председател на Куба от 1951 г. до 1952 г.

## Биография
Ганс е член на Партията на прогресивното действие. Той заема поста министър-председател на Куба от 1 октомври 1951 г. до 10 март 1952 г. по време на президентството на Карлос Прио Сокарас. През 1951 г. за кратко е и министър на външните работи на Куба.
Женен за Сара Мария Гутиерес, с която има син – Мануел Ганс Гутиерес.